# Qudama ibn Ja'far
Qudāma ibn Jaʿfar Abū al-Faraj (in arabo  ﻗﺪﺍﻤﻪ ﺑﻥ ﺟﻌﻓﺮ ﺍبو ﺍﻠﻔﺮﺝ‎?; Baghdad, 873 – 948) è stato un critico letterario arabo.

## Biografia
Sulla vita di Qudāma b. Jaʿfar Abū al-Faraj permangono molte incertezze, a iniziare dal fatto che sarebbe stato cristiano di origine convertitosi all'Islam. Tali dubbi sono in parte dovuti al fatto che nei testi arabi classici si parla di due personaggi con lo stesso nome.. 
Si suppone che Qudāma, funzionario dell’amministrazione centrale del califfato a Baghdad, sia nato intorno al 873 mentre sarebbe morto, secondo fonti diverse, dopo il 932 e prima del 948. 
Delle numerose opere a lui attribuite ci è giunto il Kitāb naqd al-shiʿr (Il libro della critica poetica) considerata la sua opera principale. Con questo testo, l’autore partecipa al nascita della critica letteraria araba che vede la luce proprio in questo periodo grazie anche a Ibn Qutayba e il califfo-poeta 'Abd Allah ibn al-Mu'tazz. In questa opera Qudāma prende in esame la poesia a partire dal definire cosa sia ”poesia” e cosa non lo sia. Così, partendo dall’affermazione che si tratta di un “discorso dotato di senso e caratterizzato dalla rima e dal ritmo”, affronta la questione relativa alla distinzione fra poesia valida e non valida. In tale prospettiva egli esamina le forme metriche, il linguaggio, le tematiche e le immagini, quindi l’espressione e la capacità dei poeti a esprimere in forma adeguata quanto costituisce i significati del componimento.
Ci sono anche giunte alcune sezioni del Kitāb al-kharāj (Il libro delle imposte).